# ارتفاعات زی‌لو
ارتفاعات زی‌لو (انگلیسی: Seelow Heights) در اطراف شهر زی‌لو، در حدود ۹۰ کیلومتر (۵۶ مایل) شرق برلین، قرار گرفته و مشرف بر اودربراچ، دشت غربی رود اودر، هستند.
این ارتفاعات به‌دلیل گذر راه اصلی شرقی برلین از درون آن‌ها، گاهی با نام «دروازه‌های برلین» هم شناخته می‌شوند.